# Château de La Carte
Le château de La Carte est situé sur la commune de Cherveux, dans le département des Deux-Sèvres. Il ne doit pas être confondu avec son homonyme que Germaine Lubin possédait à Ballan-Miré, près de Tours.

## Historique
De 1440 à 1730, il appartenu à la famille Thibault de La Carte.

## Sources
- Philippe Floris, Pascal Talon, Châteaux, manoirs et logis: les Deux-Sèvres, 1991